# علی هدیه پایین
علی هدیه پایین یک روستا در ایران است که در دهستان درح شهرستان سربیشه واقع شده‌است. علی هدیه پایین ۱۱۱ نفر جمعیت دارد.